# Georgy Prokopenko
Georgy Prokopenko (n. 21 februarie 1937, Kobeliakî, RSS Ucraineană, URSS – d. 5 mai 2021, Lviv, Regiunea Liov, Ucraina) a fost un înotător ce a reprezentat Uniunea Republicilor Sovietice Socialiste, medaliat olimpic. A participat la 2 ediții ale Jocurilor Olimpice (1960, 1964) în care a câștigat o medalie de argint.